# Joseph Friedrich Nicolaus Bornmüller
Joseph Friedrich Nicolaus Bornmüller (6 de febrer de 1862 – 19 de desembre de 1948) va ser un botànic alemany, nascut a Hildburghausen, Turíngia.
Estudià horticultura a Potsdam, i l'any 1886 viatjà en una expedició botànica als Balcans i a Grècia- El 1887-88 treballà al jardí botànic de Belgrad, i al llarg de la seva carrera al Mitjà Orient, Àsia Menor i Àfrica del Nord. també va fer recerca a Madeira i les Canàries.
El 1918 va ser fet professor honorari de la Universitat de Jena.
Entre les publicacions de Bornmüller hi ha un tractat sobre la flora de la regió de Macedònia titulat Beiträge zur Flora Mazedoniens (1925–1928). En el seu honor hi ha el gènere Bornmuellerantha dins la família Scrophulariaceae.